# Малый Каршан
Малый Каршан — река в России, протекает по Колпашевскому району Томской области, Новосибирской области. Устье реки находится в 71 км по правому берегу реки Каршан. Длина реки составляет 26 км.
Высота истока — 93 м над уровнем моря. Высота устья — 84 м над уровнем моря.
В 22 км от устья по правому берегу реки впадает река Горбунова.

## Данные водного реестра
По данным государственного водного реестра России относится к Верхнеобскому бассейновому округу, водохозяйственный участок реки — Обь от впадения реки Чулым до впадения реки Кеть, речной подбассейн реки — Чулым. Речной бассейн реки — (Верхняя) Обь до впадения Иртыша.
Код объекта в государственном водном реестре — 13010500112115200023929.